# Поддубичі
51°49′50″ пн. ш. 27°14′11″ сх. д. / 51.83056° пн. ш. 27.23639° сх. д.
Поддубичі (біл. Паддубічы), також Червоне (біл. Чырвонае) — болото низинного (40 %) і перехідного (60 %) типів в Столінському районі Білорусі, частково в Україні, у водозборах рік Ствиги і Мостви.

## Опис болота
Площа 48,2 тис. га. Глибина торфу до 4 м, середня 1,4 м, ступінь розкладання 28-29 %, зольність 6,4,% (перехідний тип) і 11,6 % (низинний).

## Стан болота
Болото не осушували. На більшій частині ліс із сосни і берези, ростуть очерет, осоки, гіпнові й сфагнові мохи. Трапляються піщані острови й гряди, що поросли в основному сосновим лісом.